# いじくるつくーる
いじくるつくーるはINASOFTが提供するWindowsをカスタマイズするソフトウェアである。通常はレジストリを書き換えなければ変更できない設定を、初心者でもGUIから簡単に安全に書き換えできることを特徴としている。
2016年4月6日、開発の休止を宣言した。
Windowsの特殊フォルダのの名前を変更するツールとして「Rnsfldr」の名称でリリースされたのが最初期のもので、その後は正式名称は「Rnsf」であるとしつつ、「Win95を95%いじくるツール」「Win95を98%いじくるツール」「Win95/98を2000%いじくるツール」と、機能追加に合わせてツールの名前（副題と称している）を変更している。2000年4月にリリースしたVer.5では「Windowsを2000%いじくるツール」、2001年にリリースしたVer.6では「いじくるツール」、2003年3月にリリースしたVer.7は「いじくるつくーる」の副題となり、その後は変更されていない。

## 機能
現行バージョンである「いじくるつくーる」(ver.7)におけるカスタマイズ項目および機能の一例である。
- コントロールパネルでは変更できないシステムの挙動に関する設定
- 各種アイコンの変更
- Autorun（自動起動）の抑制
- Windowsシェルを拡張するカスタマイズ（コンテキストメニューへの追加やファイル展開機能など、これらの機能は付属のツールや統合アーカイバDLLなどを内部的に用いている）
- その他Windowsシェルに関する設定
- OS起動時に同時に起動させるアプリケーションの追加削除
- ネットワーク関連の設定
- Windows付属ゲームのスコア編集
- CPUの情報を表示（この機能はR-Scriptによる実装ではなくCCPUと呼ばれる別のライブラリによる実装である）

### R-Script
すべての機能は、独自のR-Scriptという言語で記述されている。この言語を用いて作者以外のユーザが独自に機能項目を追加することができる。